# Speleonectes epilimnius
Espèce
Speleonectes epilimnius est une espèce de rémipèdes de la famille des Speleonectidae.

## Distribution
Cette espèce est endémique des Bahamas. Elle se rencontre dans une grotte anchialine sur San Salvador.

## Systématique et taxinomie
Pour Hoenemann, Neiber, Humphreys, Iliffe, Li, Schram et Koenemann en 2013, cette espèce n'est pas congénérique avec Speleonectes lucayensis mais aucun genre alternatif n'a été proposé.

## Publication originale
- Yager & Carpenter, 1999 : Speleonectes epilimnius new species (Remipedia, Speleonectidae) from surface water of an anchialine cave on San Salvador Island, Bahamas. Crustaceana, vol. 72, no 8, p. 965-977.